# Sean Findlay
Pour les articles homonymes, voir Findlay.
Sean Findlay est un joueur de hockey sur gazon néo-zélandais évoluant au poste de milieu de terrain au Central Falcons et avec l'équipe nationale néo-zélandaise.

## Biographie
Sean est né le 5 décembre 2001 à Taradale.

## Carrière
Il a été appelé en équipe nationale première en 2020 pour concourir aux Jeux olympiques d'été à Tokyo, au Japon.